# 沃倫頓鎮區 (明尼蘇達州馬歇爾縣)
沃倫頓鎮區（英語：Warrenton Township）是位於美國明尼蘇達州馬歇爾縣的一個行政鎮區。

## 歷史
沃倫頓鎮區於1879年設立，得名自鐵路公司老闆查爾斯·H·沃倫（Charles H. Warren）。

## 地方資料
沃倫頓鎮區的面積為91.78平方千米，皆為陸地。根據2020年美國人口普查的數據，當地共有人口101人，而人口密度為每平方千米1.1人。